# Biomatrac
A biomatrac a matracok olyan fajtája, mely természetes alapanyagból készül mint például: kókusz, latex. A biomatrac kifejezés takarhatja csak kókuszból, csak latexből, illetve a kettő kombinációjából létrejött matracot. Leggyakrabban azért választják a biomatracot, mert az alapanyagok hypoallergének – nincsenek benne allergiát okozó anyagok – illetve nem engedik, hogy poratkák éljenek benne.
Ezeket a biomatracokat lehet általános méretben, illetve egyedi méretben, egyedi szerkezetben kapni. Utóbbi azt jelenti, hogy a kókusz és latex vastagsága változó, egyedileg kialakított, mivel így a keménység is változik.

## Kókuszmatrac
A kókuszmatrac olyan biomatrac, mely kókuszrostból készül. A kókuszrostot a pálmafákon termő kókuszdiók héjából készítik. A kókuszrost szálai cellulóz alapú anyagból vannak, így könnyű és rugalmas. Mikor táblákba foglalják, ezekből a rostokból pár centis rétegeket fektetnek egymásra és latexszal permetezik be őket. Így a véletlenszerűen elhelyezkedett szálak még ruganyosabbá válnak. Az így kialakított matracszerkezet moly-, baktérium- és poratka-álló.

## Latexmatrac
A latexmatrac olyan biomatrac, mely a kaucsukfából származó gumitejből készül. Ezt a tejszerű anyagot úgy gyűjtik be, hogy a fát megvágják a kérgénél és a kiáramló tejet kis tálkákba gyűjtik. Ezután habosítják az anyagot és vulkanizálják – tehát egyfajta sütésen megy keresztül. A latexmatracokat különböző minták alapján készítik el, így gyakran légcellák kerülnek bele, melyek a matrac szellőzését segítik elő. Ez az anyag hypoallergén, tehát nincs benne allergiát okozó anyag.